# Еро (Француска)
Еро (фр. Airoux) насеље је и општина у јужној Француској у региону Лангдок-Русијон, у департману Од која припада префектури Каркасон.
По подацима из 2011. године у општини је живело 138 становника, а густина насељености је износила 25,14 становника/km². Општина се простире на површини од 5,49 km². Налази се на средњој надморској висини од 192 метара (максималној 251 m, а минималној 165 m).

## Демографија
| 1962. | 1968. | 1975. | 1982. | 1990. | 1999. | 2011. |
| ----- | ----- | ----- | ----- | ----- | ----- | ----- |
| 137   | 142   | 112   | 100   | 110   | 126   | 138   |

График промене броја становника у току последњих година